# Bay Hill
Bay Hill ist ein census-designated place (CDP) im Orange County im US-Bundesstaat Florida mit 5.021 Einwohnern (Stand: 2020).

## Geographie
Bay Hill liegt rund 5 km westlich von Orlando.

## Demographische Daten
Laut der Volkszählung 2010 verteilten sich die damaligen 4884 Einwohner auf 2072 Haushalte. Die Bevölkerungsdichte lag bei 740 Einw./km². 84,6 % der Bevölkerung bezeichneten sich als Weiße, 2,3 % als Afroamerikaner, 0,2 % als Indianer und 9,4 % als Asian Americans. 1,4 % gaben die Angehörigkeit zu einer anderen Ethnie und 2,1 % zu mehreren Ethnien an. 9,3 % der Bevölkerung bestand aus Hispanics oder Latinos.
Im Jahr 2010 lebten in 31,4 % aller Haushalte Kinder unter 18 Jahren sowie 30,6 % aller Haushalte Personen mit mindestens 65 Jahren. 80,8 % der Haushalte waren Familienhaushalte (bestehend aus verheirateten Paaren mit oder ohne Nachkommen bzw. einem Elternteil mit Nachkomme). Die durchschnittliche Größe eines Haushalts lag bei 2,66 Personen und die durchschnittliche Familiengröße bei 2,98 Personen.
23,0 % der Bevölkerung waren jünger als 20 Jahre, 14,6 % waren 20 bis 39 Jahre alt, 37,1 % waren 40 bis 59 Jahre alt und 25,4 % waren mindestens 60 Jahre alt. Das mittlere Alter betrug 48 Jahre. 49,5 % der Bevölkerung waren männlich und 50,5 % weiblich.
Das durchschnittliche Jahreseinkommen lag bei 108.319 $, dabei lebten 12,4 % der Bevölkerung unter der Armutsgrenze.
Im Jahr 2000 war Englisch die Muttersprache von 84,65 % der Bevölkerung, Spanisch sprachen 7,89 % und 7,46 % hatten eine andere Muttersprache.

## Wirtschaft
Eine nennenswerte Industrie gibt es nicht. Die hauptsächlichen Beschäftigungszweige sind: Ausbildung, Gesundheit und Soziales: (12,4 %), Handel / Einzelhandel: (12,8 %), Finanzen, Versicherungen und Immobilien: (11,8 %), Kunst, Unterhaltung, Nahrungsmittel, Restaurants: (22,1 %).